# Batrisodes yanaorum
Batrisodes yanaorum är en skalbaggsart som beskrevs av Chandler 2003. Batrisodes yanaorum ingår i släktet Batrisodes och familjen kortvingar. Inga underarter finns listade i Catalogue of Life.